# HD 19545
HD 19545，又名CD-28 1028，SAO 168321、HR 943，是一颗恒星，视星等为6.19，位于銀經222.28，銀緯-59.84，其B1900.0坐标为赤經3h 3m 34.5s，赤緯-28° -59.84′ 52″。